# We Boom
We Boom — третий мини-альбом южнокорейского бой-бенда NCT Dream третьего юнита NCT. Альбом был выпущен в цифровом виде 26 июля и физическом — 29 июля 2019 года, SM Entertainment. Этот альбом является первым выпуском NCT Dream без Марка, который выпустился из юнита в 2018 году.

## Предпосылки и релиз
8 июля было объявлено, что NCT Dream готовится к летнему возвращению. 17 июля стало известно, что NCT Dream вернутся со своим третьим мини-альбомом под названием We Boom, заглавный трек «Boom» 26 июля. Фото-тизеры для каждого участника были опубликованы с 17 июля по 22 июня. Тизер музыкального видео был выпущен 24 июля, а полное музыкальное видео-26 июля.
Альбом был выпущен в цифровом виде 26 июля 2019 года через несколько музыкальных порталов, включая MelOn, iTunes и Spotify. Физическая версия была выпущена 29 июля.

## Промоушен
Группа начала продвижение с заглавным треком «Boom» 26 июля вместе с «Stronger». Сначала они исполнили ведущий сингл на Music Bank затем на Show! Music Core и Inkigayo.

## Коммерческий успех
С момента релиза «We Boom», альбом удалось возглавить чарты альбомов iTunes в 21 стране мира. На Hanteo альбом перешел порог в 100 тыс. проданных копий, а именно 122 507, в первый день продаж.

## Трек-лист
| №  | Название                           | Текст песни                                                      | Музыка                                                                                     | Arrangement                                                                                              | Длительность |
| -- | ---------------------------------- | ---------------------------------------------------------------- | ------------------------------------------------------------------------------------------ | --- | ------------ |
| 1. | «Boom»                             | Song Carat, Kim Min-ji (Jam Factory), Ryan S. Jhun, Keynon Moore | Cedric `Dabenchwarma` Smith, Keynon Moore, Yoo Young-jin, Curtis A Richardson, Adien Lewis | Ryan S. Jhun, Cedric `Dabenchwarma` Smith, Keynon Moore, Yoo Young-jin, Curtis A Richardson, Adien Lewis | 3:15         |
| 2. | «Stronger»                         | Hwang Yu-bin, MQ                                                 | Bobii Lewis, Deez, Sonny J Mason                                                           | Sonny J Mason, Deez                                                                                      | 3:26         |
| 3. | «119»                              | Song Carat (Jam Factory), Jeno, Jaemin                           | Moonshine, Cazzi Opeia, Ellen Berg Tollbom                                                 | Moonshine                                                                                                | 3:59         |
| 4. | «Bye My First…» (사랑이 좀 어려워) | Ryu Da-som, Kim Eun-joo, Jeno, Jaemin, Jisung                    | Benjamin Ingrosso, Livvi Franc, Louis Schoorl                                              | Louis Schoorl                                                                                            | 3:27         |
| 5. | «Best Friend»                      | Le`mon, Jeno, Jaemin, Jisung                                     | Jamil `Digi` Chammas, Anthony Russo, MZMC                                                  | Jamil `Digi` Chammas                                                                                     | 3:24         |
| 6. | «Dream Run»                        | Kyung Jin-hee (Jam Factory), Jang Jung-won, Jeno                 | David Fremberg, Andreas Stone Johansson                                                    | David Fremberg, Andreas Stone Johansson                                                                  | 3:44         |

## Чарты

### Еженедельные чарты
| Чарты (2019)            | Пиковые позиции |
| ----------------------- | --------------- |
| Франция (SNEP)          | 33              |
| Япония (Oricon)         | 16              |
| Республика Корея (Gaon) | 1               |

### Годовой итоговый чарт
| Чарты (2019)            | Позиция |
| ----------------------- | ------- |
| Республика Корея (Gaon) | 16      |

### Песня
| Чарты (2019)            | Пиковые позиции |
| ----------------------- | --------------- |
| Новая Зеландия (RMNZ)   | 40              |
| Сингапур (RIAS)         | 9               |
| Республика Корея (Gaon) | 90              |
| США (Billboard)         | 6               |

## Награды
| Журнал     | Лист                                | Песня           | Ранги | Ссылки |
| ---------- | ----------------------------------- | --------------- | ----- | ------ |
| MTV        | Лучшие K-pop B-сайд треки 2019 года | «Bye My First…» | 12    | [ 14 ] |
| Refinery29 | Лучшие K-Pop песни 2019 года        | «Boom»          | 28    | [ 15 ] |

### Награды и номинации
| Год  | Премия                  | Категория     | Результат | Ссылка |
| ---- | ----------------------- | ------------- | --------- | ------ |
| 2020 | 34th Golden Disk Awards | Альбом Бонсан | Победа    | [ 16 ] |
| 2020 | 34th Golden Disk Awards | Альбом Дэсан  | Номинация | [ 16 ] |

### Музыкальные программы
| Песня  | Программы          | Дата             | Ссылка |
| ------ | ------------------ | ---------------- | ------ |
| «Boom» | The Show (SBS MTV) | 6 августа, 2019  | [ 17 ] |
| «Boom» | The Show (SBS MTV) | 20 августа, 2019 | [ 18 ] |